# داستان‌های پایان هفته: واپسین حلقه
داستان‌های پایان هفته: واپسین حلقه (لهستانی: Opowieści weekendowe: Ostatni krąg) یک تله‌فیلم درام لهستانی به کارگردانی کشیشتف زانوسی است که در سال ۱۹۹۷ ساخته و در سال ۱۹۹۸ منتشر شد.

## گزیدهٔ بازیگران
- اُلگا ساویتسکا
- دانیل اولبریخسکی
- اِوا تِـلِـگا
- آنتونینا گیریچ
- دوروتا کامینسکا
- کشیشتف کلبرگر
- پیوتر کراسکو
- ایزابلا میلفسکا